# تحكم (إدارة)
السيطرة أو التحكم، هي واحدة من الوظائف الإدارية مثل التخطيط والتنظيم والتوظيف والتوجيه. إنها وظيفة مهمة لأنها تساعد على التحقق من الأخطاء واتخاذ الإجراء التصحيحي بحيث يتم تقليل الانحراف عن المعايير وتحقيق الأهداف المعلنة للمنظمة بالطريقة المطلوبة.
وفقًا للمفاهيم الحديثة، تعتبر السيطرة إجراءً متوقعًا في حين لم يتم استخدام مفهوم التحكم السابق إلا عند اكتشاف الأخطاء. التحكم في الإدارة يعني وضع المعايير وقياس الأداء الفعلي واتخاذ الإجراءات التصحيحية.

## تعريف
في عام 1916، صاغ هنري فايول أحد أول تعريفات التحكم فيما يتعلق بالإدارة:
تتكون السيطرة على تعهد ما من تنفيذ كل شيء وفقًا للخطة المعتمدة، والأوامر التي صدرت، والمبادئ التي تم وضعها. هدفها هو الإشارة إلى الأخطاء من أجل تصحيحها ومنع تكرارها.
وفقا ل EFL Brech:
تتحقق المراقبة من الأداء الحالي مقارنة بالمعايير المحددة مسبقًا الواردة في الخطط، بهدف ضمان تقدم كاف وأداء مرض.
وفقا لهارولد كونتز:
التحكم هو قياس وتصحيح الأداء من أجل التأكد من تحقيق أهداف المؤسسة والخطط الموضوعة لتحقيقها.
حسب ستافورد بير:
الإدارة هي مهنة التحكم.
قدم روبرت ج. موكلر تعريفًا أكثر شمولًا للرقابة الإدارية:
يمكن تعريف التحكم الإداري باعتباره مجهودًا منهجيًا من جانب إدارة الأعمال لمقارنة الأداء بالمعايير أو الخطط أو الأهداف المحددة مسبقًا من أجل تحديد ما إذا كان الأداء يتماشى مع هذه المعايير ومن المفترض من أجل اتخاذ أي إجراء تصحيحي ضروري لرؤية ذلك الإنسان وتستخدم موارد الشركات الأخرى بأكثر الطرق فعالية وكفاءة في تحقيق أهداف الشركة.
كما يمكن تعريف التحكم على أنه «وظيفة النظام التي تقوم بضبط العمليات حسب الحاجة لتحقيق الخطة، أو للحفاظ على الاختلافات من أهداف النظام ضمن الحدود المسموح بها». يعمل نظام التحكم الفرعي في تناغم وثيق مع نظام التشغيل. تعتمد درجة تفاعلهم على طبيعة نظام التشغيل وأهدافه. يتعلق الاستقرار بقدرة النظام على الحفاظ على نمط الإخراج دون تقلبات واسعة. يتعلق سرعة الاستجابة بالسرعة التي يمكن للنظام من خلالها تصحيح الاختلافات والعودة إلى المخرجات المتوقعة.
يمكن أن توضح الانتخابات السياسية مفهوم السيطرة وأهمية التغذية الراجعة. ينظم كل حزب حملة لاختيار مرشحه ويحدد خطة لإعلام الجمهور بكل من أوراق اعتماد المرشح ومنصة الحزب. مع اقتراب الانتخابات، تقدم استطلاعات الرأي ردود فعل حول فعالية الحملة وفرص كل مرشح للفوز. اعتمادًا على طبيعة هذه الملاحظات، يمكن إجراء بعض التعديلات في الإستراتيجية و / أو التكتيكات في محاولة لتحقيق النتيجة المرجوة.
من هذه التعريفات، يمكن القول أن هناك صلة وثيقة بين التخطيط والتحكم. التخطيط هو عملية يتم من خلالها تحديد أهداف المنظمة وأساليب تحقيق الأهداف، والسيطرة هي عملية تقيس وتوجه الأداء الفعلي مقابل الأهداف المخطط لها للمنظمة. وبالتالي، غالبًا ما يشار إلى الأهداف والغايات على أنها توائم سيامية للإدارة. الوظيفة الإدارية للإدارة وتصحيح الأداء من أجل التأكد من تحقيق أهداف المؤسسة والأهداف الموضوعة لتحقيقها.

## مميزات
- السيطرة هي عملية مستمر
- السيطرة هي عملية الإدارة
- يتم تضمين التحكم في كل مستوى من التسلسل الهرمي التنظيمي
- السيطرة تتطلع إلى الأمام
- يرتبط التحكم ارتباطًا وثيقًا بالتخطيط
- التحكم هو أداة لتحقيق الأنشطة التنظيمية
- السيطرة هي عملية النهاية
- التحكم يقارن الأداء الفعلي مع الأداء المخطط
- يشير عنصر التحكم إلى الخطأ في عملية التنفيذ
- السيطرة يقلل من التكلفة
- تحكم يحقق المعيار
- التحكم يوفر الوقت
- تحكم يساعد إدارة مراقبة الأداء
- يقارن الأداء مع المعايير

## عناصر
العناصر الأربعة الأساسية في نظام التحكم:
1. السمة أو الشرط المطلوب السيطرة عليه
2. المستشعر
3. المقارنة
4. المنشط

تحدث في نفس التسلسل والحفاظ على علاقات ثابتة مع بعضها البعض في كل نظام.
العنصر الأول هو خاصية أو حالة نظام التشغيل الذي يجب قياسه. نختار خاصية محددة لأن هناك علاقة بينه وبين كيفية أداء النظام. يمكن أن تكون الخاصية هي ناتج النظام خلال أي مرحلة من مراحل المعالجة أو قد يكون الشرط هو نتيجة النظام. على سبيل المثال، قد تكون الطاقة الحرارية الناتجة عن الفرن أو درجة الحرارة في الغرفة التي تغيرت بسبب الحرارة الناتجة عن الفرن. في نظام المدارس الابتدائية، تعد الساعات التي يعمل فيها المعلم أو اكتساب المعرفة التي يظهرها الطلاب في الامتحان الوطني أمثلة على الخصائص التي يمكن اختيارها للقياس أو التحكم.
عنصر التحكم الثاني، المستشعر، هو وسيلة لقياس الخاصية أو الحالة. على سبيل المثال، في نظام التدفئة المنزلية، سيكون هذا الجهاز هو منظم الحرارة، وفي نظام مراقبة الجودة، قد يتم إجراء هذا القياس بواسطة فحص بصري للمنتج.
العنصر الثالث من التحكم، المقارنة، يحدد الحاجة إلى التصحيح من خلال مقارنة ما يحدث مع المخطط له. يكون بعض الانحراف عن الخطة أمرًا معتادًا ومتوقعًا، ولكن عندما تتجاوز الاختلافات تلك التي تعتبر مقبولة، يلزم اتخاذ إجراء تصحيحي. أنه ينطوي على نوع من العمل الوقائي الذي يشير إلى أن يتم تحقيق سيطرة جيدة.
العنصر الرابع من التحكم، المنشط، هو الإجراء التصحيحي المتخذ لإعادة النظام إلى مخرجاته المتوقعة. قد يتخذ الشخص الفعلي أو الجهاز أو الطريقة المستخدمة لتوجيه المدخلات التصحيحية إلى نظام التشغيل أشكالًا متنوعة. قد يكون جهاز تحكم هيدروليكي وضعه بملف لولبي أو محرك كهربائي استجابة لإشارة خطأ إلكترونية، أو موظف موجه لإعادة صياغة الأجزاء التي فشلت في اجتياز فحص الجودة، أو مدير المدرسة الذي يقرر شراء كتب إضافية لتوفير زيادة عدد الطلاب. طالما تم تنفيذ الخطة ضمن الحدود المسموح بها، فإن الإجراء التصحيحي ليس ضروريًا؛ ومع ذلك، نادراً ما يحدث هذا في الممارسة العملية.[بحاجة لمصدر]
المعلومات هي وسيلة التحكم، لأن تدفق البيانات الحسية وتدفق المعلومات التصحيحية فيما بعد يسمحان بالتحكم في خاصية أو حالة النظام. لتوضيح كيف يسهل تدفق المعلومات التحكم، دعونا نراجع عناصر التحكم في سياق المعلومات.

### خاصية التحكم أو الحالة
الشرط الأساسي لنظام التحكم هو أنه يحافظ على مستوى ونوع المخرجات اللازمة لتحقيق أهداف النظام. عادة ما يكون من غير العملي التحكم في كل ميزة وشرط مرتبط بإخراج النظام. لذلك، يعد اختيار العنصر المتحكم فيه (والمعلومات المناسبة عنه) أمرًا في غاية الأهمية. يجب أن يكون هناك ارتباط مباشر بين العنصر المتحكم فيه وتشغيل النظام. بمعنى آخر، يجب أن يكون للسيطرة على الخاصية المحددة علاقة مباشرة بهدف أو هدف النظام.

### المستشعر
بعد استشعار الخاصية أو قياسها، يتم تغذية المعلومات ذات الصلة بالتحكم. بالضبط ما هي المعلومات التي يتعين نقلها وأيضاً اللغة التي تسهل عملية الاتصال وتقلل من إمكانية تشويه الإرسال يجب أن تؤخذ بعين الاعتبار بعناية. يجب التعبير عن المعلومات التي ستتم مقارنتها بالمعيار أو الخطة بنفس المصطلحات أو اللغة كما في الخطة الأصلية لتسهيل اتخاذ القرار. قد يتطلب استخدام أساليب الآلة (أجهزة الكمبيوتر) ترجمة موسعة للمعلومات. نظرًا لأن اللغات المثلى للحساب والمراجعة البشرية ليست هي نفسها دائمًا، فقد تكون السهولة النسبية للترجمة عاملاً مهمًا في اختيار وحدات القياس أو وحدة اللغة في عنصر الاستشعار.
في العديد من الحالات، قد يتم أخذ عينات من القياس بدلاً من تقديم ملاحظات كاملة ومستمرة للمعلومات حول العملية. يقترح إجراء أخذ العينات قياس جزء أو جزء من العملية التي ستمثل المجموع.

### مقارنة مع المعيار
في النظام الاجتماعي، تصبح قواعد السلوك المقبول هي المعيار الذي يحكم عليه ما يسمى السلوك المنحرف. توفر اللوائح والقوانين مجموعة أكثر رسمية من المعلومات للمجتمع. المعايير الاجتماعية تتغير، ولكن ببطء شديد. في المقابل، يمكن تغيير المعايير المحددة في قانون رسمي من يوم إلى آخر من خلال المراجعة أو الإيقاف أو الاستبدال بآخر. تصبح المعلومات حول السلوك المنحرف أساسًا للسيطرة على النشاط الاجتماعي. تتم مقارنة معلومات الإخراج مع المعيار أو القاعدة ويلاحظ الانحرافات الهامة. في مثال صناعي، يمكن استخدام توزيع التردد (جدولة لعدد المرات التي تحدث فيها خاصية ما ضمن عينة من المنتجات التي يتم فحصها) لإظهار متوسط الجودة، والانتشار، ومقارنة الناتج مع المعيار.
إذا كان هناك اختلاف كبير وغير قابل للتصحيح بين الإخراج والخطة، يكون النظام «خارج عن السيطرة». هذا يعني أن أهداف النظام ليست ممكنة فيما يتعلق بقدرات التصميم الحالي. يجب إعادة تقييم الأهداف أو إعادة تصميم النظام لإضافة سعة أو قدرة جديدة. على سبيل المثال، تزداد حركة المخدرات في بعض المدن بمعدل ينذر بالخطر. يجب على المواطنين أن يقرروا ما إذا كان ينبغي مراجعة نظام الشرطة لاستعادة السيطرة، أو ما إذا كان ينبغي تعديل القانون لتعكس قاعدة مختلفة من السلوك المقبول.

### منفذة
تستجيب وحدة المنشط للمعلومات الواردة من المقارنة وتبدأ في اتخاذ إجراءات تصحيحية. إذا كان النظام عبارة عن نظام من آلة إلى آلة، فإن المدخلات التصحيحية (قواعد القرار) مصممة في الشبكة. عندما يتعلق عنصر التحكم بنظام من رجل لآخر أو من رجل لآخر، ومع ذلك، يجب على الفرد (الأفراد) المسؤول تقييم أولًا دقة معلومات الملاحظات، وثانيًا أهمية الاختلاف، وثالثًا ما هي المدخلات التصحيحية التي ستعيد النظام إلى درجة معقولة من الاستقرار. بمجرد اتخاذ القرار بتوجيه مدخلات جديدة إلى النظام، قد تكون العملية الفعلية سهلة نسبيًا. يمكن لكمية صغيرة من الطاقة أن تغير من تشغيل الطائرات النفاثة، والطواحين الآلية الأوتوماتيكية، ومحطات الطاقة الكهرومائية. يضغط الطيار على زر، وتهبط أداة الهبوط للطائرة لأعلى أو لأسفل؛ المشغل من مصنع الصلب يدفع رافعة، وشريط من السباقات الصلب الأبيض الساخنة من خلال المصنع؛ يقوم عامل في لوحة التحكم بتوجيه تدفق الطاقة الكهربائية عبر شبكة إقليمية من المحطات الفرعية والمحطات الفرعية. لا يتطلب الأمر سوى كمية صغيرة من طاقة التحكم لإطلاق أو إيقاف كميات كبيرة من المدخلات.
قد يكون موقع المقارنة بعيدًا عن نظام التشغيل، على الرغم من أن بعض العناصر على الأقل يجب أن تكون على مقربة من العمليات. على سبيل المثال، يكون القياس (العنصر الحسي) عادة في نقطة العمليات. يمكن إرسال معلومات القياس إلى نقطة بعيدة للمقارنة مع المعيار (المقارنة)، وعندما تحدث الانحرافات، يمكن تحرير مدخلات التصحيح من نقطة بعيدة. ومع ذلك، سيتم وضع الإدخال (المنشط) في نظام التشغيل. تعني هذه القدرة على التحكم من بعيد أن الطائرة يمكن التحكم بها عن بعد، ويمكن تشغيل عمليات التصنيع الخطرة من مسافة آمنة، ويمكن توجيه المنظمات الوطنية من المقر المركزي في دبلن، أيرلندا.

## معالجة
الخطوة 1. وضع معيار.
المعايير هي المعايير التي يتم بموجبها قياس الأداء الفعلي. يتم وضع المعايير من الناحيتين الكمية والنوعية.
الخطوة 2. قياس الأداء الفعلي.
يتم قياس الأداء بطريقة موضوعية وموثوقة. يجب أن يتم التحقق من ذلك في نفس الوحدة التي وضعت فيها المعايير.
الخطوة 3. مقارنة الأداء الفعلي مع المعايير.
الخطوة 4. تحليل سبب الانحرافات.
الخطوة 5. اتخاذ الإجراءات التصحيحية.

## أنواع
يمكن تجميع التحكم وفقًا لثلاثة تصنيفات عامة:
1. طبيعة تدفق المعلومات المصممة في النظام (التحكم في حلقة مفتوحة أو مغلقة)
2. نوع المكونات المضمنة في التصميم (أنظمة التحكم في الرجل أو الآلة)
3. علاقة السيطرة بعملية القرار (الرقابة التنظيمية أو التشغيلية).

### التحكم في حلقة مفتوحة ومغلقة
يعد نظام إنارة الشوارع الذي يتم التحكم فيه بواسطة جهاز توقيت مثالًا على نظام الحلقة المفتوحة. في وقت معين كل مساء، يغلق الجهاز الميكانيكي الدائرة وتتدفق الطاقة عبر الخطوط الكهربائية لإضاءة المصابيح. ومع ذلك، لاحظ أن آلية التوقيت هي وحدة مستقلة ولا تقيس الوظيفة الموضوعية لنظام الإضاءة. إذا كانت هناك حاجة للأضواء في يوم مظلم وعاصف، فلن يتعرف جهاز التوقيت على هذه الحاجة وبالتالي لن ينشط مدخلات الطاقة. قد يتم في بعض الأحيان دمج الخصائص التصحيحية في وحدة التحكم (على سبيل المثال، لتعديل الوقت الذي يتم فيه تشغيل الأنوار مع زيادة الأيام أو أقصر)، لكن هذا لن يغلق الحلقة. في حالة أخرى، قد يتم إجراء الاستشعار أو المقارنة أو التعديل من خلال إجراء يقوم به فرد ليس جزءًا من النظام. على سبيل المثال، قد يتم تشغيل الأنوار من قبل شخص يحدث للمرور ويدرك الحاجة إلى إضاءة إضافية.
إذا تم ممارسة السيطرة كنتيجة للعملية وليس بسبب ترتيبات خارجية أو محددة سلفًا، فهذا نظام مغلق. يعتبر ترموستات المنزل هو المثال الكلاسيكي لجهاز التحكم في نظام حلقة مغلقة. عندما تنخفض درجة حرارة الغرفة عن النقطة المطلوبة، تغلق آلية التحكم الدائرة لبدء الفرن وترتفع درجة الحرارة. يتم إيقاف تشغيل دائرة تنشيط الفرن حيث تصل درجة الحرارة إلى المستوى المحدد مسبقًا. الفرق الكبير بين هذا النوع من النظام ونظام الحلقة المفتوحة هو أن جهاز التحكم هو عنصر في النظام الذي يخدمه ويقيس أداء النظام. بمعنى آخر، عناصر التحكم الأربعة جميعها جزء لا يتجزأ من النظام المحدد.
جزء أساسي من نظام الحلقة المغلقة هو التغذية الراجعة؛ أي، يتم قياس إخراج النظام باستمرار من خلال عنصر التحكم، ويتم تعديل الإدخال لتقليل أي اختلاف أو خطأ نحو الصفر. تم العثور على العديد من أنماط تدفق المعلومات في المؤسسات ذات طبيعة الحلقات المغلقة، والتي تستخدم الملاحظات. السبب وراء مثل هذا الشرط واضح عندما يدرك المرء أن أي نظام، إذا كان يهدف إلى تحقيق هدف محدد مسبقًا، يجب أن يكون متاحًا له في جميع الأوقات مؤشراً لدرجة تحقيقه. بشكل عام، كل نظام يسعى إلى تحقيق الأهداف يستخدم الملاحظات.

### مراقبة الإنسان والآلة
من السهل تحديد عناصر التحكم في أنظمة الماكينة. على سبيل المثال، قد تكون الخاصية المراد التحكم فيها متغيرة مثل السرعة أو درجة الحرارة، ويمكن أن يكون جهاز الاستشعار مقياس سرعة أو مقياس حرارة. يوجد توقع للدقة لأن الخاصية قابلة للقياس الكمي ويمكن وصف التباين الطبيعي والمعياري المتوقع بالمعنى الدقيق للكلمة. في أنظمة الآلة الأوتوماتيكية، يتم استخدام مدخلات المعلومات في عملية الضبط المستمر لتحقيق مواصفات الإخراج. عندما يحدث اختلاف بسيط عن المعيار، تبدأ عملية التصحيح. النظام الأوتوماتيكي منظم للغاية، ومصمم لقبول أنواع معينة من المدخلات وإنتاج مخرجات محددة، ومبرمج لتنظيم تحويل المدخلات في نطاق ضيق من الاختلاف.
لتوضيح التحكم الميكانيكي: مع زيادة الحمل على محرك البخار وتبدأ المحرك في التباطؤ، يتفاعل المنظم من خلال فتح صمام يطلق مدخلات إضافية من طاقة البخار. هذا الإدخال الجديد يعيد المحرك إلى العدد المطلوب من الثورات في الدقيقة. هذا النوع من التحكم الميكانيكي خام مقارنة بأنظمة التحكم الإلكترونية الأكثر تطوراً في الاستخدام اليومي. النظر في أنظمة معقدة لتوجيه الصواريخ التي تقيس المسار الفعلي وفقا لحسابات رياضية محددة سلفا وإجراء تصحيحات لحظية تقريبا لتوجيه الصاروخ إلى هدفه.
يمكن أن تكون أنظمة الماكينة معقدة بسبب التكنولوجيا المعقدة، في حين أن التحكم في الأشخاص معقد نظرًا لأنه يصعب تحديد عناصر التحكم. في أنظمة التحكم البشرية، تكون العلاقة بين الأهداف والخصائص المرتبطة بها غامضة؛ قد يكون قياس الخاصية ذاتي للغاية؛ المعيار المتوقع صعب التحديد؛ وكمية المدخلات الجديدة المطلوبة مستحيلة القياس. للتوضيح، دعنا نشير مرة أخرى إلى نظام اجتماعي رسمي يتم فيه التحكم في السلوك المنحرف من خلال عملية انتهاك ملحوظ للقانون الحالي (الاستشعار)، وجلسات المحكمة والمحاكمات (مقارنة مع المعيار)، والسجن عند إدانة المتهم (التصحيح)، والإفراج من الحجز بعد إعادة تأهيل الفرد.
يعد الحد الأقصى للسرعة المحدد لقيادة الطريق السريع أحد معايير الأداء القابلة للقياس الكمي، ولكن حتى في هذه الحالة، تكون درجة التباين المسموح به ومقدار التباين الفعلي موضوعًا للخلاف بين الدورية والمخالف المشتبه فيه. ينعكس تعقيد مجتمعنا في العديد من قوانيننا ولوائحنا، التي تحدد المعايير العامة للعمليات الاقتصادية والسياسية والاجتماعية. قد لا يعرف المواطن القانون أو يفهمه، وبالتالي لن يعرف ما إذا كان قد ارتكب انتهاك أم لا.
معظم النظم المنظمة هي مزيج من الإنسان والآلة. قد يتم تنفيذ بعض عناصر التحكم بواسطة الآلة بينما يتم إنجاز البعض الآخر بواسطة الإنسان. بالإضافة إلى ذلك، قد يتم هيكلة بعض المعايير بدقة بينما قد تكون معايير أخرى أكثر بقليل من مجرد إرشادات عامة مع وجود اختلافات كبيرة في المخرجات. يجب أن يتصرف الإنسان كوحدة تحكم عندما يكون القياس شخصيًا والحكم مطلوبًا. الأجهزة مثل أجهزة الكمبيوتر غير قادرة على إجراء استثناءات من معايير التحكم المحددة بغض النظر عن مقدار ما قد تتطلبه حالة معينة عناية خاصة. يعمل الطيار بالتزامن مع أجهزة الكمبيوتر والطيارين الآليين لتطير الطائرات الكبيرة. في حالة حدوث تغييرات غير متوقعة في الطقس، أو تصادم محتمل مع طائرة أخرى، يجب عليه أن يتدخل ويتحكم في السيطرة المباشرة.

### الرقابة التنظيمية والتشغيلية
مفهوم الرقابة التنظيمية ضمني في النظرية البيروقراطية لماكس ويبر. ترتبط هذه النظرية بمفاهيم مثل «فترة السيطرة» و «قرب الإشراف» و «السلطة الهرمية». تميل وجهة نظر Weber إلى تضمين جميع مستويات أو أنواع الرقابة التنظيمية على أنها هي نفسها. في الآونة الأخيرة، يميل الكتاب إلى التمييز بين عملية التحكم وبين تلك التي تؤكد على طبيعة التصميم التنظيمي أو الأنظمة وتلك التي تتعامل مع العمليات اليومية. لتوضيح الفرق، نقوم «بتقييم» أداء النظام لمعرفة مدى فعالية وكفاءة التصميم الذي أثبت أنه أو لاكتشاف سبب فشله. في المقابل، نحن نقوم بتشغيل و «التحكم» في النظام فيما يتعلق بالمدخلات اليومية للمواد والمعلومات والطاقة. في كلتا الحالتين، توجد عناصر التغذية المرتدة، لكن الرقابة التنظيمية تميل إلى مراجعة وتقييم طبيعة وترتيب المكونات في النظام، في حين أن التحكم التشغيلي يميل إلى ضبط المدخلات اليومية.
ويأتي اتجاه الرقابة التنظيمية من الأهداف والخطط الاستراتيجية للمنظمة. تتم ترجمة الخطط العامة إلى مقاييس أداء محددة مثل حصة السوق والأرباح والعائد على الاستثمار والميزانيات. تتمثل عملية الرقابة التنظيمية في مراجعة وتقييم أداء النظام وفقًا لهذه المعايير المحددة. قد تتراوح مكافآت الوفاء بالمعايير أو تجاوزها من تقدير خاص إلى زيادة الرواتب أو الترقيات. من ناحية أخرى، قد يشير الفشل في تلبية التوقعات إلى الحاجة إلى إعادة التنظيم أو إعادة التصميم.
في الرقابة التنظيمية، يعتمد النهج المستخدم في برنامج المراجعة والتقييم على سبب التقييم - أي هل هذا بسبب عدم فعالية النظام (تحقيق أهدافه)؟ هل فشل النظام في تحقيق مستوى الكفاءة المتوقع؟ هل يجري التقييم بسبب الانهيار أو الفشل في العمليات؟ هل هي مجرد عملية تدقيق ومراجعة دورية؟
عندما يكون النظام قد فشل أو يواجه صعوبة كبيرة، قد تكون هناك حاجة إلى تقنيات تشخيص خاصة لعزل مناطق المشاكل وتحديد أسباب الصعوبة. من المناسب التحقيق في المناطق التي كانت مزعجة من قبل أو المناطق التي يمكن فيها تحديد قدر من الأداء بسرعة. على سبيل المثال، إذا تراكمت تراكم مخرجات المؤسسة بسرعة، فمن المنطقي التحقق أولاً لمعرفة ما إذا كانت المشكلة ناتجة عن تدابير يسهل الحصول عليها مثل زيادة الطلب أو انخفاض ساعات العمل المتاحة. عندما يلزم إجراء تحليل أكثر تفصيلاً، يجب اتباع إجراء منهجي. [7]
على عكس الرقابة التنظيمية، فإن التحكم التشغيلي يعمل على تنظيم المخرجات اليومية المتعلقة بالجداول والمواصفات والتكاليف. هل ناتج المنتج أو الخدمة هو النوعية المناسبة وهل هو متاح كما هو مقرر؟ هل يتم شراء وإنتاج المواد الخام والسلع قيد المعالجة والمنتجات النهائية بالكميات المطلوبة؟ هل التكاليف المرتبطة بعملية التحويل تتماشى مع تقديرات التكلفة؟ هل المعلومات المطلوبة في عملية التحول متوفرة بالشكل المناسب وفي الوقت المناسب؟ هل يتم استخدام مورد الطاقة بكفاءة؟
تتعلق أصعب مهمة الإدارة بمراقبة سلوك الأفراد، ومقارنة الأداء ببعض المعايير، وتوفير المكافآت أو العقوبة على النحو المشار إليه. في بعض الأحيان، يرتبط هذا التحكم في الأشخاص تمامًا بإنتاجهم. على سبيل المثال، قد لا يهتم المدير بسلوك البائع طالما كانت المبيعات مرتفعة كما هو متوقع. في حالات أخرى، قد يكون الإشراف الدقيق على البائع مناسبًا إذا كان تحقيق رضا العملاء أحد الأهداف الرئيسية لمؤسسة المبيعات.
كلما زادت الوحدة، زاد احتمال ربط خاصية التحكم ببعض هدف الإخراج. ويترتب على ذلك أيضًا أنه إذا كان من الصعب أو المستحيل تحديد الناتج الفعلي للأفراد، فمن الأفضل قياس أداء المجموعة بأكملها. هذا يعني أن مستويات تحفيز الأفراد وقياس أدائهم تصبح أحكامًا شخصية يصدرها المشرف. يشير التحكم في المخرجات أيضًا إلى صعوبة التحكم في أداء الأفراد وربط ذلك بأهداف النظام الكلي.

## مشاكل

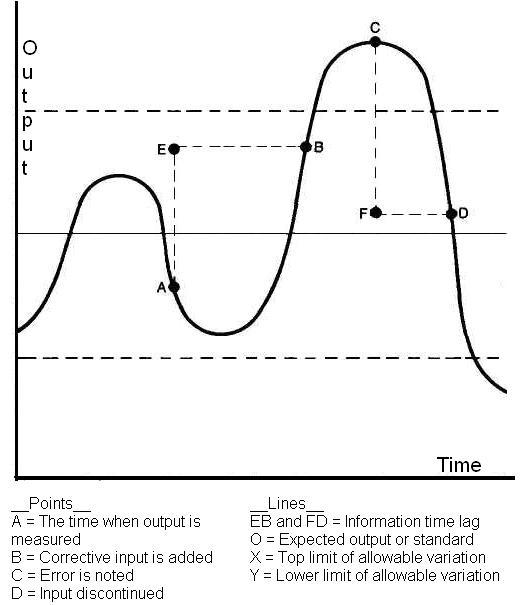
رسم بياني لنظم الإدارة

يمكن تحديد الخطة المثالية إذا كان من الممكن توقع كل اختلاف ممكن من المدخلات وإذا كان النظام سيعمل كما هو متوقع. هذا النوع من التخطيط ليس واقعيًا ولا اقتصاديًا ولا ممكنًا لمعظم أنظمة العمل. إذا كان ذلك ممكنًا، فستكون متطلبات التخطيط معقدة للغاية بحيث يكون النظام قديمًا قبل تشغيله. لذلك، نقوم بتصميم التحكم في النظم. يتطلب ذلك مزيدًا من التفكير في تصميم الأنظمة ولكنه يسمح بمزيد من المرونة في العمليات ويجعل من الممكن تشغيل نظام باستخدام مكونات غير متوقعة ومدخلات غير محددة. ومع ذلك، فإن التصميم والتشغيل الفعال للسيطرة لا يخلوان من المشاكل.
الهدف من النظام هو أداء بعض الوظائف المحددة. الهدف من الرقابة التنظيمية هو معرفة تحقيق الوظيفة المحددة. الهدف من التحكم التشغيلي هو ضمان الحفاظ على الاختلافات في الإنتاج اليومي ضمن الحدود المحددة.
تصميم نظام يحتوي على جميع عناصر التحكم، وهو شيء آخر لجعله يعمل وفقًا لأفضل أهداف التصميم. التشغيل «تحت السيطرة» أو «مع الخطة» لا يضمن الأداء الأمثل. على سبيل المثال، قد لا تستخدم الخطة أفضل استخدام لمدخلات المواد أو الطاقة أو المعلومات - بمعنى آخر، قد لا يكون النظام مصممًا للعمل بكفاءة. بعض المشاكل الأكثر شيوعًا المتعلقة بالتحكم تشمل صعوبة القياس، ومشكلة تدفق معلومات التوقيت، ووضع معايير مناسبة.
عندما لا تقتصر الأهداف على المخرجات الكمية، يكون قياس فعالية النظام أمرًا صعبًا وبالتالي التقييم محيرًا. العديد من الخصائص المتعلقة بالإنتاج لا تتناسب مع القياس الكمي. هذا صحيح بشكل خاص عندما لا يمكن ربط مدخلات الطاقة البشرية مباشرة بالإخراج. ينطبق نفس الموقف على الآلات والمعدات الأخرى المرتبطة بمشاركة الإنسان، عندما لا يكون الإخراج في وحدات محددة. عند تقييم الأنظمة البشرية أو البشرية المنحى، من الواضح أن العوامل النفسية والاجتماعية لا تترجم بسهولة إلى مصطلحات قابلة للقياس الكمي. على سبيل المثال، كيف يؤثر التعب الذهني على جودة أو كمية الإنتاج؟ وإذا كان الأمر كذلك، فهل التعب النفسي هو وظيفة عدم وجود مهمة صعبة أو الخوف من إصابة محتملة؟
قد يتم نقل المدخلات الذاتية في البيانات العددية، ولكن هناك دائمًا خطر إجراء تقييم ونقل غير صحيحين، والخطر المتمثل في احتمال أن يتحمل المحلل ثقة لا مبرر لها في هذه البيانات بعد تحديدها كميا. لنفترض، على سبيل المثال، أن القرارات التي يتخذها مسؤول تنفيذي تم تصنيفها من 1 إلى 10، 10 هي القرار المثالي. بعد تحديد الترتيب لكل قرار، وإضافة هذه، والقسمة على العدد الإجمالي للقرارات التي اتخذت، فإن متوسط الترتيب يشير إلى درجة تنفيذية معينة في دوره في صنع القرار. على أساس هذه النتيجة، يمكن إصدار الأحكام - التي يمكن أن تكون خاطئة - بشأن فعالية صنع القرار. قد يعتبر أحد المديرين التنفيذيين برتبة 6.75 أكثر فعالية من شخص آخر لديه رتبة 6.25، ومع ذلك فقد يكون المديران قد اتخذوا قرارات في ظل ظروف وظروف مختلفة. العوامل الخارجية التي لم يكن لأي من المسؤولين التنفيذيين أي سيطرة عليها قد أثرت على الفرق في «الفعالية».
القياس الكمي للسلوك البشري، على الرغم من الصعوبة الشديدة، الذاتية، وعدم الدقة فيما يتعلق بقياس الخصائص الفيزيائية هو القياس الأكثر انتشارًا والأكثر أهمية الذي يتم في النظم الكبيرة. في النهاية، يملي سلوك الأفراد نجاح أو فشل كل نظام من صنع الإنسان.

### تدفق المعلومات
مشكلة أخرى تتعلق بالتحكم تتعلق بالتوقيت غير الصحيح للمعلومات التي يتم إدخالها في قناة التعليقات. يمكن أن يحدث توقيت غير مناسب في كل من أنظمة التحكم المحوسبة والبشرية، إما عن طريق أخطاء في القياس أو في الحكم. كلما زادت سرعة استجابة النظام لإشارة الخطأ، زاد احتمال قيام النظام بإفراط في تعديل النظام ؛ ومع ذلك، فإن الحاجة إلى اتخاذ إجراء عاجل أمر مهم لأن أي تأخير في توفير المدخلات التصحيحية قد يكون حاسمًا أيضًا. إن النظام الذي يولد تعليقات غير متناسقة مع الاحتياجات الحالية سوف يميل إلى التقلب ولن يعدل بالطريقة المطلوبة.
تنشأ أخطر مشكلة في تدفق المعلومات عندما يكون التأخر في التغذية المرتدة نصف دورة بالضبط، لذلك يتم فرض الإجراء التصحيحي على اختلاف عن القاعدة التي، في تلك اللحظة، تكون في نفس اتجاه التصحيح. يؤدي هذا إلى قيام النظام بالتصحيح الزائد، ثم إذا كان التعديل العكسي خارج الدورة، يصحح الكثير في الاتجاه الآخر، وهكذا حتى يتقلب النظام («يتذبذب») خارج نطاق السيطرة. هذه الظاهرة موضحة في الشكل 1. «التذبذب والتغذية المرتدة». إذا تم التعرف على الاتجاه دون المستوى القياسي، عند النقطة A، وإضافة مدخلات جديدة، ولكن ليس حتى النقطة B، فسوف يتفاعل النظام بشكل مبالغ فيه ويتجاوز الحدود المسموح بها. مرة أخرى، إذا تم التعرف على ذلك في النقطة C، ولكن لم يتم سحب المدخلات حتى النقطة D، فسيؤدي ذلك إلى انخفاض النظام إلى ما دون الحد الأدنى للتغير المسموح به.
يكمن أحد الحلول لهذه المشكلة في الترقب، والذي لا يقتصر على قياس التغيير فقط ولكن أيضًا معدل التغيير. يتم توضيح التصحيح كعامل لنوع ومعدل الخطأ. قد يتم التغلب على الصعوبة أيضًا عن طريق تقليل الفارق الزمني بين قياس الإخراج وتعديل الإدخال. إذا أمكن الإشارة إلى اتجاه، فيمكن تقديم مهلة زمنية للتعويض عن الفارق الزمني، مما يؤدي إلى الاتساق بين الحاجة إلى التصحيح ونوع وحجم الإجراء المشار إليه. عادة ما يكون أكثر فعالية للمؤسسة للحفاظ على القياس المستمر لأدائها وإجراء تعديلات صغيرة في العمليات باستمرار (وهذا يفترض وجود نظام تحكم حساس للغاية). يجب أن تكون تعليقات المعلومات في الوقت المناسب وصحيحة لتكون فعالة. أي أن المعلومات يجب أن توفر إشارة دقيقة لحالة النظام.

## وضع المعايير
يعد وضع المعايير المناسبة أو حدود التحكم مشكلة في العديد من الأنظمة. يواجه الآباء هذه المعضلة في التعبير عن ما يتوقعونه من أطفالهم، ويواجه مديرو الشركات نفس المشكلة في وضع معايير تكون مقبولة لدى الموظفين. اقترح بعض المنظرين السماح للعمال بوضع معاييرهم الخاصة، على افتراض أنه عندما يحدد الناس أهدافهم الخاصة، فإنهم أكثر استعدادًا لقبولها وتحقيقها.
يجب أن تكون المعايير دقيقة قدر الإمكان وأن يتم إبلاغها لجميع الأشخاص المعنيين. علاوة على ذلك، الاتصالات وحدها ليست كافية ؛ فهم ضروري. في النظم البشرية، تميل المعايير إلى أن تكون محددة بشكل جيد وأن النطاق المسموح به للانحراف عن المعيار غير محدد كذلك. على سبيل المثال، كم ساعة كل يوم يجب أن يكون فيها الأستاذ متوفراً للتشاور مع الطلاب؟ أو أي نوع من السلوك يجب أن يتوقعه الطلاب في الفصل؟ تلعب السلطة التقديرية والحكم الشخصي دورًا كبيرًا في مثل هذه الأنظمة، لتحديد ما إذا كان ينبغي اتخاذ إجراء تصحيحي أم لا.
ولعل أصعب مشكلة في الأنظمة البشرية هي عدم استجابة الأفراد للتصحيح المشار إليه. قد يتخذ هذا شكل المعارضة والتخريب للسيطرة، أو قد يكون مرتبطًا بعدم وجود مسؤولية أو سلطة محددة لاتخاذ الإجراءات. تصبح القيادة والتحفيز الإيجابي مكونات حيوية في تحقيق الاستجابة المناسبة لمتطلبات المدخلات.
تتعلق معظم مشكلات التحكم بالتصميم ؛ وبالتالي يجب أن يبدأ حل هذه المشكلات في هذه المرحلة. أنظمة التحكم الأوتوماتيكي، بشرط أن يكون التدخل البشري ممكنًا للتعامل مع الاستثناءات، تقدم أعظم وعد. ومع ذلك، هناك خطر من أننا قد نقيس الخصائص التي لا تمثل الأداء الفعال (كما في حالة المتحدث الذي طلب من جميع الأشخاص الذين لم يتمكنوا من سماع ما يقوله أن يرفعوا أيديهم)، أو أن ذلك غير لائق قد يتم توصيل المعلومات.

### أهمية السيطرة
1. زيادة حجم الأعمال
2. الدافع لكفاءة الموظفين
3. للانضباط الكامل
4. مفيدة في التخطيط المستقبلي
5. زيادة الكفاءة
6. انخفاض في المخاطر
7. مفيدة في التنسيق
8. مفيدة في اللامركزية